# Duhok Polytechnic University
Duhok Polytechnic University är ett universitet i Irak.   Det ligger i distriktet Dohuk District och provinsen Dahuk, i den norra delen av landet, 400 km norr om huvudstaden Bagdad. 